# Стећци у Српској
Стећци (једнина: стећак или стојећак камен, кам, биљег, мрамор) су средњовековни надгробни споменици у облику великог камена: плоча, сандука, сљемењака, крстача и других. Извјесни број стећака има уклесане украсе или натписе. у народу су сачувани термини: "Грчко гробље", "Гребнице", "Мраморови", "Старо гробље" те "Римско гробље" чиме се према др Комару изражава јасна успомена на политичко-територијални и културно-црквени простор Источног Ромејског царства (Византије) у којем је стећак настао. 
До сада је пронађено више од 66.478 стећака, од чега преко 58.547 на подручју данашње Босне и Херцеговине. У Републици Српској се налази нешто више од 31.501 стећака. Највећа концентрација у Српској је у Херцеговини, Билећи, Невесињу, Требињу и Гацку, те у источном дијелу Српске у Рогатици, Палама и другим.
Више од 5.600 стећака је украшено и то најчешће: повијеном лозицом, розетама, крстовима, штитовима и мачевима, луком и стрелом, људским и животињским фигурама, сценама лова на јелене, сценама турнира, геометријским орнаментима и слично. Број украшених стећака у Српској је нешто виећи од 2.376.
Од укупно 363 стећка са натписима, преко 350 носи натписе ћириличним писмом, а од тог броја у Српској се налази преко 200 на којима се налазе ћирилични записи.

## Настанак
Сматра се да су настали у другој половини 12. вијека, те да њихова прва фаза траје кроз 13. вијек. Експанзију и најинтензивније клесање настаје у 14. и 15. вијеку и траје све до краја 16. вијека. Култура стећака настала је у источној Херцеговини. Сматра се у окриљу српске православне културе, јер су настали на подручју Немањићке Србије, те се ширили у унутрашњост Балкана у Босну. Најстарији мрамор са натписом је жупана Грда из средине 12. вијека.
Стећци се често налазе у православним гробљима, те уз цркве. Под стећцима су се сахрањивали припадници обје конфесије у Босни, припадници и римокатоличке и православне вјере(Српске православне цркве, те јеретичке Цркве босанске). Мраморје од 15. вијека прихватају и чланови римокатоличке цркве, те прве генерације исламизираних становника Босне и Херцеговине. Тако на мрамору из околине Травника пише да је то гроб мужа "праве вјере римске", док на надгробном споменику Махмута Бранковића пише "погинуо у боју деспотову".
Откриће црквеног објекта уз некрополу отклања недоумице о стећцима као јеретичким тзв. богумилским споменицима и ставља их у домен православних хришћанских надгробних споменика специфичне регионалне форме, јединственог одраза друштвеног статуса у средњем вијеку.— Александар Јашаревић, кустоc археолог

## Натписи и украси са стећака
На мраморју се најчешће налазе натписи који гласе "† а се лежи (та и та личност)", уклесаних у знак сјећања на личност покојника и на оне који су споменик подигли. Примјери су веома бројни, а само неки од њих су: "А се лежи Мартин Ву'с (Вуја), воје вод[е] син, Црбногорац. А се лежи раб
божи Рашко Радовчић". "Туј почива Радосав Грубач сад мртав" (у Кртињу код Љубомира). "А се лежи Браја Радојевић, на земљи туђој. Добри живи и умрије. А се писа Драгоје дијак". "А се лежи госпоја Беока, кћи Прибисава Косаче". Украси са мраморја су разноврсани, па тако на њима имамо хришћанске симболе: крста, винове лозе, Богородице с дјететом(Христом), васкрслог Лазара, свету Јелену, светог Христофора и друге. Поред хришћанских симбола на мраморју се срећу прикази јелена и коња као симбола бесмртности, познатим и у паганским и у ранохришћанским вјеровањима. Затим, симболи свјетлости, рађања или васкрсења приказани кроз цртеже крста, спирала, полумјесецом или розетом; срећу се и прикази архитектонских узора, те приказа тадашњег феудалног друштва, чести мотиви кола, приказа утврђења и кула са мотивом двобоја.
Поруке епитафа на стећцима су језгровне форме саображене основном својству хришћанске вјере њихових састављача: њеној темељитости и постојаности. Такође, оне изражавају високе моралне норме периода узраслог средњег вијека.

### Натписи из Српске
А се лежи Озрин Копијевић, жупан кнеза Павла. Се писа дијак Милосалић Баројевић. Смрти не поисках навиден краљевства босанскога и госпоцтва србскога за мога господина службу. Бодоше ме и сјекоше ме и стјераше и тој смрти не допадох и умрих на рошдество Христово и господин ме воевода окрили и укопа и побележи.— Надгробни натпис Озрена Копијевића — Варошиште, Рогатица
Натпис монахиње Полихраније, свјетовно Радаче жене жупана Неноја Чихорића, Величани Требиње:
В" име отца- и сина и свјетога духа се лежи раба божија Полихранија а зовоммирсним госпоја Радача, жупана Ненца Чихорића кучница, а невста жупана Вратка ислуге дабижива и тепчије Стипка, а кчи жупана Милтјена Драживојевића а казницу Санку сестра, а постави се блг не (њен) син Дабижив c божијом помоштијусам својми људми а в дни господина краља Твртка" (31,49).
Натпис из Невесиња, уз чест мотив племените баштине:
А се лежи с[а] сином Радисавом. А' с[е] леиже на свој племенитој. Овај
камин Ненад отац с вечне помени постави сину мом жупану Радану и сину му.

## Галерија
- Некропола у Лубурић пољу, УНЕСКО ИД:1504-015
- Лубурић поље, УНЕСКО ИД:1504-015
- Некропола Борак, Бурати, Рогатица УНЕСКО ИД:1504-004
- Некропола Борак, Бурати, Рогатица УНЕСКО ИД:1504-004
- Некропола у Бјелосављевићима
- Некропола Лађевина
- Некропола Велике Гребенице, Билећа

## Списак стећака по општинама Републике Српске
| Стећци по општинама Српске               |                           |                           |                           |
| Име општине                              | укупно стећака            | стећци са украсима        | стећци са натписима       |
| Град Бања Лука                           | 855                       | 27                        | 0                         |
| Општина Берковићи                        | 951                       | 154                       | 2                         |
| Град Бијељина                            | 13                        | 2                         | 4                         |
| Општина Билећа                           | 1734                      | 226                       | 37                        |
| Општина Братунац                         | 1065                      | 96                        | 1                         |
| Брод                                     | 0                         | 0                         | 0                         |
| Општина Вишеград                         | 1015                      | 39                        | 3                         |
| Општина Власеница                        | 1250                      | 66                        | 1                         |
| Вукосавље                                | 0                         | 0                         | 0                         |
| Општина Гацко                            | 2219                      | 234                       | 38                        |
| Општина Градишка                         | 0                         | 0                         | 0                         |
| Општина Дервента                         | 22                        | 4                         | 2                         |
| Град Добој                               | 102                       | 0                         | 1                         |
| Општина Доњи Жабар                       | 0                         | 0                         | 0                         |
| Општина Зворник                          | 804                       | 44                        | 3                         |
| Општина Источна Илиџа*                   | 92                        | 2                         | 0                         |
| Општина Источни Дрвар                    | непознато                 | непознато                 | непозназо                 |
| Општина Источни Мостар                   | Непознато                 | Непознато                 | Непознато                 |
| Општина Источни Стари Град*              | Непознато                 | Непознато                 | Непознато                 |
| Општина Источно Ново Сарајево*           | Непознато                 | Непознато                 | Непознато                 |
| Општина Језеро                           | Непознато                 | Непознато                 | Непознато                 |
| Општина Калиновик                        | 1793                      | 157                       | 9                         |
| Општина Кнежево                          | 186                       | 7                         | 0                         |
| Општина Козарска Дубица                  | 0                         | 0                         | 0                         |
| Општина Костајница                       | 0                         | 0                         | 0                         |
| Општина Котор Варош                      | 81                        | 0                         | 0                         |
| Општина Крупа на Уни                     | 0                         | 0                         | 0                         |
| Општина Купрес                           | непознато                 | непознато                 | непознато                 |
| Општина Лакташи                          | 20                        | 0                         | 0                         |
| Општина Лопаре                           | 356                       | 37                        | 20                        |
| Општина Љубиње                           | 702                       | 115                       | 15                        |
| Општина Милићи                           | видјети општину Власеница | видјети општину Власеница | видјети општину Власеница |
| Општина Модрича                          | 2                         | 1                         | 0                         |
| Општина Мркоњић Град                     | 654                       | 3                         | 0                         |
| Општина Невесиње                         | 3884                      | 390                       | 6                         |
| Општина Нови Град                        | 0                         | 0                         | 0                         |
| Општина Ново Горажде                     | непознато                 | непознато                 | непознато                 |
| Општина Осмаци                           | непознато                 | непознато                 | непознато                 |
| Општина Оштра Лука                       | 0                         | 0                         | 0                         |
| Општина Пале*                            | 1706                      | 40                        | 1                         |
| Општина Пелагићево                       | непознато                 | непознато                 | непознато                 |
| Општина Петровац                         | непознато                 | непознато                 | непознато                 |
| Општина Петрово                          | непознато                 | непознато                 | непознато                 |
| Град Приједор                            | 0                         | 0                         | 0                         |
| Општина Прњавор                          | 5                         | 0                         | 0                         |
| Општина Рибник                           | непознато                 | непознато                 | непознато                 |
| Општина Рогатица                         | 2628                      | 105                       | 8                         |
| Општина Рудо                             | 488                       | 15                        | 3                         |
| Општина Соколац*                         | 1966                      | 114                       | 2                         |
| Општина Србац                            | 12                        | 0                         | 0                         |
| Општина Сребреница                       | 815                       | 31                        | 3                         |
| Општина Станари                          | непознато                 | непознато                 | непознато                 |
| Општина Теслић                           | 100                       | 1                         | 0                         |
| Град Требиње                             | 2406                      | 362                       | 32                        |
| Општина Трново*                          | непознато                 | непознато                 | непознато                 |
| Општина Угљевик                          | 45                        | 5                         | 4                         |
| Општина Фоча                             | 1459                      | 43                        | 3                         |
| Општина Хан Пијесак                      | 237                       | 6                         | 0                         |
| Општина Чајниче                          | 518                       | 5                         | 0                         |
| Општина Челинац                          | 0                         | 0                         | 0                         |
| Општина Шамац                            | 0                         | 0                         | 0                         |
| Општина Шековићи                         | 929                       | 39                        | 1                         |
| Општина Шипово                           | 387                       | 6                         | 0                         |
| Република Српска                         | укупно 31.501             | 2.376                     | 199                       |
| *Општине које чине Град Источно Сарајево |                           |                           |                           |